# Miss Earth México 2012
Miss Earth México 2012 fue la 6.ª edición del certamen Miss Earth México la cual se realizó en el Centro de Convenciones Yucatán Siglo XXI de la ciudad de Mérida, Yucatán el sábado 26 de septiembre de 2012. Treinta y un candidatas de toda la República Mexicana compitieron por el título nacional, el cual fue ganado por Paola Aguilar de Yucatán quien compitió en Miss Tierra 2012 en Filipinas logrando colocarse dentro del Top 16. Aguilar fue coronada por la Miss Earth México saliente Casandra Becerra, convirtiéndose en la cuarta yucateca en ir a Miss Tierra.
Posteriormente la organización nacional hizo designaciones hacía los concursos de los cuales era miembro: El día 4 de octubre se hizo oficial la designación de Ilse Vázquez de Baja California Sur rumbo a Miss Globe 2012 en Albania. A mediados del 2013 Paola Aguilar de Yucatán fue designada rumbo a Miss Exclusive of the World 2013 en Turquía. En octubre del 2013 Susana Espinosa de Zacatecas fue designada rumbo a Miss Globe 2013 en Albania, sin embargo no se concretó su participación.

## Resultados
| Posición               | Candidata |
| Miss Earth México 2012 | - Yucatán - Paola Aguilar |
| Miss Earth Air 2012    | - Baja California Sur - Ilse Vázquez |
| Miss Earth Water 2012  | - Colima - Mónica Casilla |
| Miss Earth Fire 2012   | - Sinaloa - Abigail García |
| Top 8                  | - Chihuahua - Cristina Caballero - Durango - Christina Hernández - Puebla - Nydia Galindo - Tabasco - Isamara Quiroga |
| Top 16                 | - Aguascalientes - Issa García - Baja California - Jeaneth Aguilar - Campeche - Aracely Azar - Jalisco - Ana Karen Guerra - Oaxaca - Yarith Cerón - Sonora - Darleth Navarro - Veracruz - Dalia Usla - Zacatecas - Susana Espinosa |

## Áreas de competencia

### Final
La gala final fue realizada desde el Centro de Convenciones Yucatán Siglo XXI de la ciudad de Mérida, Yucatán el sábado 26 de septiembre de 2012.
El grupo de 16 semifinalistas se dio a conocer durante la competencia final: todas ellas seleccionadas por un jurado preliminar, donde eligieron a las concursantes que más destacaron en las tres áreas de competencia durante la etapa preliminar.
- Las 16 semifinalistas desfilaron en una nueva ronda en traje de baño y traje de noche, además de contestar preguntas que fueron enviadas por el público usuario, a través del correo electrónico oficial de Miss Earth México, donde salieron de la competencia 8 de ellas.
- Las 8 finalistas contestaron lo que piensan sobre diversos #Hashtag previamente seleccionados, esta respuesta fue contra reloj pues tenían 20 segundos para contestar, procurando ser lo más exactas y claras posibles. De esta manera el panel de jueces consideró la impresión general que dejó cada una de las finalistas para votar y definir a las ganadoras de los 4 elementos.

### Premios Especiales
| Premio                   | Candidata                  |
| Miss Internet            | - Sinaloa - Abigail García |
| Miss Fotogénica          | - Colima - Mónica Casilla  |
| Mejor Proyecto Ecológico | - Campeche - Arecely Azar  |

## Candidatas
| Estado              | Candidata                          | Edad | Estatura |
| Aguascalientes      | Issa García Acero                  | 18   | 1.76     |
| Baja California     | Jeaneth Aguilar Alcázar            | 18   | 1.75     |
| Baja California Sur | Ilse Vázquez Villegas              | 18   | 1.75     |
| Campeche            | Aracely Azar Saravia               | 23   | 1.76     |
| Chiapas             | Laura Patricia Pinto Pineda        | 23   | 1.70     |
| Chihuahua           | Cristina Caballero de la O         | 18   | 1.75     |
| Coahuila            | Ana Rosa Martínez Tamez            | 20   | 1.73     |
| Colima              | Mónica Casilla Sánchez             | 23   | 1.73     |
| Distrito Federal    | Edith Vargas Monroy                | 21   | 1.80     |
| Durango             | Martha Cristina Hernández González | 21   | 1.73     |
| Estado de México    | Andrea Sánchez Olvera              | 21   | 1.72     |
| Guanajuato          | Andrea Olivera Valdés              | 21   | 1.73     |
| Guerrero            | Katia Romero Bejar                 | 19   | 1.71     |
| Hidalgo             | Dania Jimena Lara Luna             | 18   | 1.68     |
| Jalisco             | Ana Karen Guerra de Velasco        | 22   | 1.71     |
| Michoacán           | Elizabeth Díaz Díaz                | 19   | 1.70     |
| Morelos             | Paola Marín Jasso                  | 21   | 1.69     |
| Nayarit             | Yareli Fuentes Bravo               | 18   | 1.70     |
| Oaxaca              | Sayra Yarith Cerón Enríquez        | 18   | 1.76     |
| Puebla              | Nydia Galindo Salas                | 21   | 1.81     |
| Querétaro           | Astrid Ruedas Vivas                | 19   | 1.72     |
| Quintana Roo        | Brissa Eugenia Selva Romero        | 22   | 1.71     |
| San Luis Potosí     | Lilia Estrada Moctezuma            | 18   | 1.73     |
| Sinaloa             | Abigail García García              | 20   | 1.77     |
| Sonora              | Darleth Navarro Salcido            | 20   | 1.78     |
| Tabasco             | Claudia Isamara Quiroga Rodríguez  | 18   | 1.71     |
| Tamaulipas          | Blanca Flor Moreno Cantú           | 20   | 1.78     |
| Tlaxcala            | Eunice Martínez Márquez            | 21   | 1.78     |
| Veracruz            | Dalia Usla González                | 20   | 1.68     |
| Yucatán             | Lourdes Paola Aguilar Concha       | 19   | 1.71     |
| Zacatecas           | Susana Andrea Espinosa Galaviz     | 18   | 1.74     |

## Sobre los Estados en Miss Earth México 2012

### Estados que se retiran de la competencia
- Nuevo León - Evelyn Castro sufrió un accidente durante los ensayos para la noche final del certamen, cayéndole un toldo encima. Fue traslada a un hospital de la localidad para posteriormente ser trasladada a Monterrey.[6]

## Crossovers
| Miss Tierra - 2012: Yucatán - Paola Aguilar (Top 16) Miss Globe - 2014: Chiapas - Laura Pinto - 2013: Zacatecas - Susana Espinosa (No Compitió) - 2012: Baja California Sur - Ilse Vázquez Miss Grand Internacional - 2015: Campeche - Aracely Azar (Top 20) Miss Supranational (Versión India) - 2014: Chiapas - Laura Pinto (No Compitió) Miss Excusive of the World - 2013: Yucatán - Paola Aguilar Mexicana Universal - 2018: Oaxaca - Yarith Cerón (Top 16) Nuestra Belleza México - 2013: Puebla - Nydia Galindo - Representando a Tlaxcala Mexico's Next Top Model - 2014: Puebla - Nydia Galindo (12.ª Finalista) Miss Piel Dorada México - 2015: Chiapas - Laura Pinto Reina Turismo México - 2015: Campeche - Aracely Azar (Reina Turismo de Playa) Miss Trifinio México - 2015: Chiapas - Laura Pinto (Designada) Flor más Bella del Campo - 2015: Chiapas - Laura Pinto Rostro de México - 2015: Campeche - Aracely Azar (Miss Grand México) - 2014: Chiapas - Laura Pinto (Miss Globe México) Mexicana Universal Oaxaca - 2017: Oaxaca - Yarith Cerón (Ganadora) Nuestra Belleza Chiapas - 2011: Chiapas - Laura Pinto Nuestra Belleza Coahuila - 2011: Coahuila - Ana Martínez | Nuestra Belleza Puebla - 2011: Puebla - Nydia Galindo Nuestra Belleza Sinaloa - 2012: Sinaloa - Abigail García Nuestra Belleza Sonora - 2011: Sonora - Darleth Navarro Nuestra Belleza Tlaxcala - 2013: Puebla - Nydia Galindo (Designada) - 2012: Tlaxcala - Eunice Martínez Nuestra Belleza Yucatán - 2014: Yucatán - Paola Aguilar Nuestra Belleza Zacatecas - 2014: Zacatecas - Susana Espinosa (3.ª Finalista) Miss Sonora - 2016: Sonora - Darleth Navarro Miss Grand Campeche - 2015: Campeche - Aracely Azar (Designada) Reina Turismo Campeche - 2015: Campeche - Aracely Azar (Designada) Rostro de Chiapas - 2014: Chiapas - Laura Pinto (Designada) Miss Piel Dorada Chiapas - 2015: Chiapas - Laura Pinto (Designada) Flor Tabasco - 2012: Tabasco - Isamara Quiroga Flor más Bella del Campo Chiapas - 2015: Chiapas - Laura Pinto (Ganadora) Reina Divina Melody Chiapas - 2012: Chiapas - Laura Pinto (Ganadora) Reina del Carnaval de Mazatlán - 2011: Sinaloa - Abigail García (Ganadora) Reina de la Expo Feria Comitán - 2008: Chiapas - Laura Pinto (Ganadora) Reina FENAZA - 2014: Zacatecas - Susana Espinosa (Princesa Real) |